# Dee Lampton
Dee Lampton (Fort Worth, 6 ottobre 1898 – Los Angeles, 2 settembre 1920) è stato un attore statunitense.
Apparve in circa 60 tra film e cortometraggi realizzati tra il 1915 e il 1920. Morì a causa di appendicite a soli 20 anni.

## Filmografia parziale
- Charlot a teatro (A Night in the Show), regia di Charlie Chaplin (1915)
- Luke Pipes the Pippins, regia di Hal Roach (1916)
- Them Was the Happy Days!, regia di Hal Roach (1916)
- Luke Rides Roughshod, regia di Hal Roach (1916)
- Luke, Crystal Gazer, regia di Hal Roach (1916)
- Luke's Lost Lamb, regia di Hal Roach (1916)
- Luke Joins the Navy, regia di Hal Roach (1916)
- Luke's Speedy Club Life, regia di Hal Roach (1916)
- Luke, Patient Provider, regia di Hal Roach (1916)
- Follow the Crowd, regia di Alfred J. Goulding (1918)
- The City Slicker, regia di Gilbert Pratt (1918)
- Somewhere in Turkey, regia di Alfred J. Goulding (1918)
- Kicking the Germ Out of Germany, regia di Alfred J. Goulding (1918)
- Take a Chance, regia di Alfred J. Goulding (1918)
- She Loves Me Not, regia di Hal Roach (1918)
- Wanted - $5,000, regia di Gilbert Pratt (1919)
- Going! Going! Gone!, regia di Gilbert Pratt (1919)
- On the Fire, regia di Hal Roach (1919)
- I'm on My Way, regia di Hal Roach (1919)
- A Sammy in Siberia, regia di Hal Roach (1919)
- Young Mr. Jazz, regia di Hal Roach (1919)
- Ring Up the Curtain, regia di Alfred J. Goulding (1919)
- Si, Senor, regia di Alfred J. Goulding (1919)
- Pistols for Breakfast, regia di Alfred J. Goulding (1919)
- Swat the Crook, regia di Hal Roach (1919)
- Spring Fever, regia di Hal Roach (1919)
- A Jazzed Honeymoon, regia di Hal Roach (1919)
- Count Your Change, regia di Alfred J. Goulding (1919)
- Chop Suey & Co., regia di Hal Roach (1919)
- Heap Big Chief, regia di Alfred J. Goulding (1919)
- Don't Shove, regia di Alfred J. Goulding (1919)
- Be My Wife, regia di Hal Roach (1919)
- The Rajah, regia di Hal Roach (1919)
- He Leads, Others Follow, regia di Vincent P. Bryan e Hal Roach (1919)
- Pay Your Dues, regia di Vincent P. Bryan e Hal Roach (1919)
- His Only Father, regia di Hal Roach e Frank Terry (1919)
- Amore e Poesia (Bumping Into Broadway), regia di Hal Roach (1919)
- From Hand to Mouth, regia di Alfred J. Goulding e Hal Roach (1919)
- Il castello incantato (Haunted Spooks), regia di Alfred J. Goulding e Hal Roach (1920)